# Сіріл Адула
Сірі́л Адула́ (13 вересня 1921 — 24 травня 1978) — конголезький державний і політичний діяч, прем'єр-міністр країни з серпня 1961 до червня 1964 року.

## Життєпис
Походив з народу нґала. В середині 1950-их років був членом правління профспілки Асоціації тубільного персоналу колонії, 1956 став генеральним секретарем Загальної федерації праці Конго (філія Загальної федерації праці Бельгії).
1958 року вступив до створеної Патрісом Лумумбою партії Конголезький національний рух. 1959 року вийшов з лав партії разом з іншими консервативними політиками та долучився до крила Калонжі. Був членом делегації, що брала участь у круглому столі у Брюсселі 1960 року.
Був прибічником ідей федералізму та децентралізації влади в країні. У 1961–1964 роках очолював уряд Республіки Конго. Наприкінці 1960-их років перебував на дипломатичній роботі. З 1969 до 1970 року очолював міністерство закордонних справ.